# Cordoxylamia cordifera
Cordoxylamia cordifera là một loài bọ cánh cứng trong họ Cerambycidae.